# تصرف فاس (۱۵۷۶)
فتح فاس یا تصرف فاس در سال ۱۵۷۶ میلادی توسط ابو مروان عبدالمالک یکم با کمک و پشتیبانی نیروهای امپراتوری عثمانی انجام شد. در سال ۱۵۷۶ میلادی، نیرویی بزرگ متشکل از سربازان الجزایری-عثمانی به نیابت از سلطنت الجزایر عثمانی به حمایت از شاهزاده عبدالملک پرداختند که در به دست آوردن تاج و تخت سلطنت سعدی در برابر برادرزاده‌اش محمد المتوکل که مدعی و رقیب او بود قرار داشت. در عوض این حمایت، عبدالملک پس از پیروزی در نبرد و تصرف فاس و سپس مراکش، سلطنت را به دست نشانده عثمانی تبدیل کرد.

## پیش‌زمینه
عبدالله الغالب، حاکم سعدی، سالانه خراج و هدایایی به عثمانی‌ها می‌پرداخت. جانشین او، محمد المتوکل، مجبور بود تا پایان سال ۱۵۷۴ میلادی از مراد سوم تبعیت کند و شرایط او را بپذیرد و مالیات سالانه بپردازد، اما این امر نیز مانع از حمایت عثمانی‌ها از عبدالملک در برابر او نشد. عبدالملک در طول تبعیدش به عثمانی، زبان ترکی عثمانی را آموخته بود، لباس عثمانی را به تن کرده بود، به سپاه ینی‌چری پیوسته بود و به عضوی مورد اعتماد در دستگاه عثمانی تبدیل شده بود. عبدالملک از مراد سوم درخواست کمک نظامی برای تصرف تاج و تخت سعدی از المتوکل کرد و پیشنهاد داد که مراکش را با کمترین تلاش از سوی استانبول، به خراجگزار عثمانی تبدیل کند.

## نبرد
در سال ۱۵۷۶، نیروهای الجزایر عثمانی به فرماندهی رمضان پاشا و عبدالملک، الجزیره را ترک کردند تا عبدالملک را به عنوان حاکم مراکش و دست نشانده سلطان عثمانی منصوب کند. در میان لشکرهای آن، دسته‌ای از ینی‌چری‌ها، ۱۰۰۰ نفر از زواها از پادشاهی کوکو و دو هزار سرباز به رهبری خود عبدالملک وجود داشت. نبردی سرنوشت‌ساز در الرکن، نزدیک فاس، رخ داد. که المتوکل در آن شکست خورد، تا حدی به دلیل فرار دسته‌های اندلسی او درست قبل از نبرد. سپس عبدالملک در ۱۱ مارس ۱۵۷۶ فاس را اشغال کرد. المتوکل به شهر مراکش گریخت اما دوباره شکست خورد و مجبور شد به سوس پناه ببرد. عبدالملک به عنوان خراجگزار عثمانی‌ها بر مراکش حکومت کرد. نام مراد سوم در نمازهای جمعه خوانده می‌شد و بر سکه‌ها ضرب می‌شد، که این دو نشان سنتی حاکمیت در جهان اسلام است.

## پیامدها
عبدالملک، سلطان مراد سوم عثمانی را به عنوان خلیفه به رسمیت شناخت و ارتش خود را در امتداد خطوط عثمانی سازماندهی مجدد کرد و آداب و رسوم عثمانی را پذیرفت، اما در ازای پرداخت مبلغ هنگفتی طلا به سلطان عثمانی، برای خروج نیروهای عثمانی از کشورش مذاکره کرد، که نشان می‌دهد او مفهوم رعیت بودن را فراتر از آنچه سلطان عثمانی تصور می‌کرد، می‌دانست. به درخواست او، ۳۰۰ نفر از ینی‌چری‌ها و ۱۰۰۰ نفر از زواها در فاس باقی ماندند تا گارد افتخاری او را تشکیل دهند. دوران دو ساله سلطنت عبدالملک، از نظر همه، دوره‌ای از خراج‌گذاری عملی مراکشی‌ها به استانبول بود.